# Palais de Tokyo

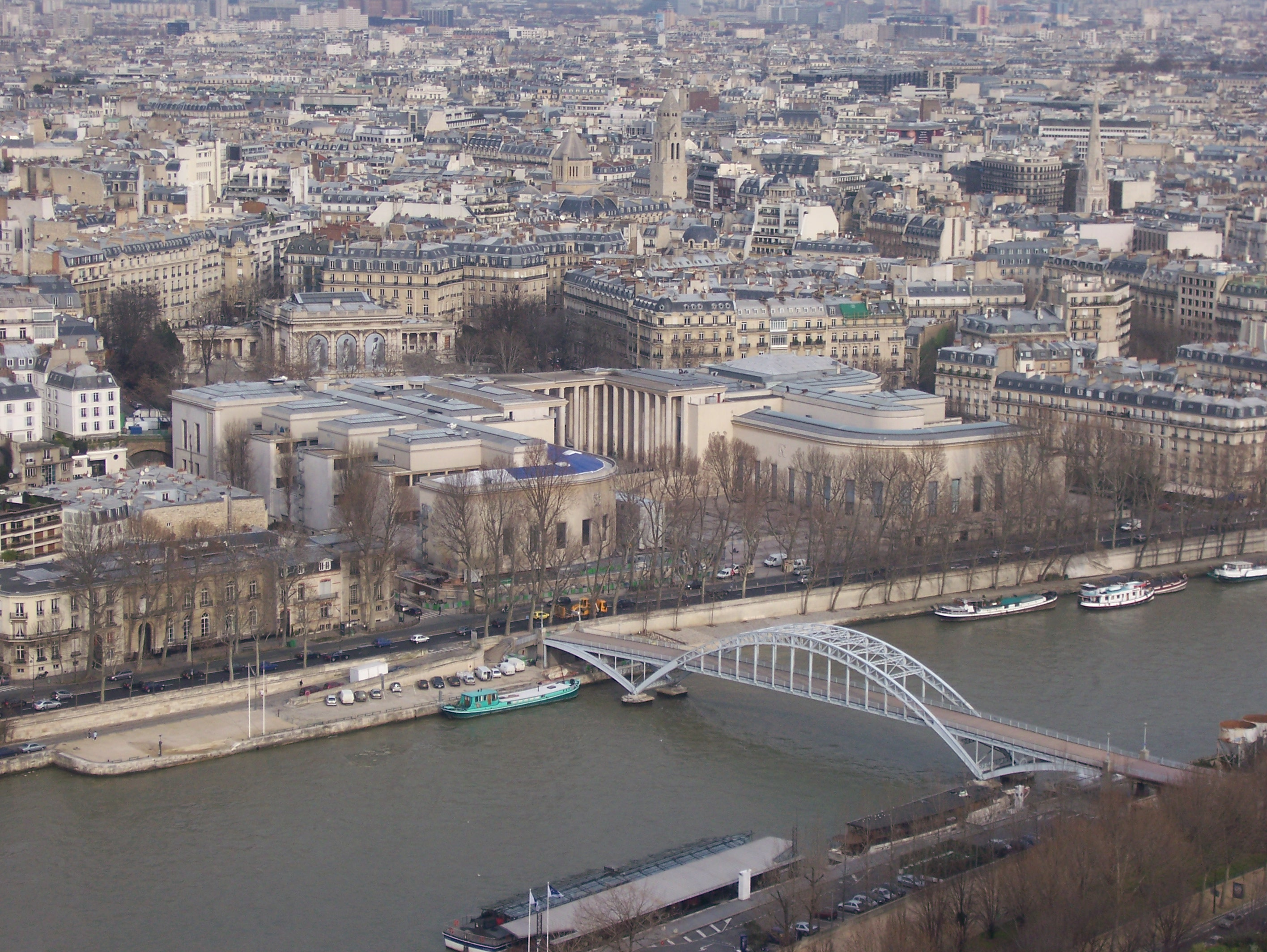
Vista aérea do Palais de Tokyo.

O Palais de Tokyo é um edifício consagrado à arte moderna e contemporânea (o nome de origem era Palais des Musées d'art moderne - "Palácio dos Museus de arte moderna") situado no nº 13 da Avenue du Président-Wilson, no 16º arrondissement de Paris. A ala leste do edifício, que pertence à Cidade de Paris, abriga o Museu de Arte Moderna de Paris (Musée d'art moderne de la Ville de Paris), enquanto que a ala oeste, que pertence ao Estado, acolhe desde 2002 um centro de arte contemporânea, o Palais de Tokyo / Site de création contemporaine.
O edifício do Palais de Tokyo dá, do lado do Rio Sena, para a Avenue de New-York, que teve o nome de Quai Debilly e depois de Avenue de Tokio (entre 1918 e 1945). Um decreto municipal datado de 14 de Maio de 1997 atribuiu o nome de Place de Tokyo (com uma grafia diferente daquela da antiga avenida) a uma área de estacionamento situada em frente do Palais de Tokyo, do lado da Avenue du Président-Wilson.

## História
O edifício ocupa uma parte do sítio da antiga manufactura de tapetes da Savonnerie, transferida em 1826 para o recinto da Manufactura dos Gobelins. Na década de 1930, este lugar pertencia à Manutenção Militar.
Em 1934, confrontado com a exiguidade do Museu do Luxemburgo, e depois do abandono do projecto de Auguste Perret para uma cidade dos museus na sítio do Ancien Palais du Trocadéro, o Estado decidiu construir um museu nacional de Arte Moderna. Um acordo com a Cidade de Paris, proprietária dos terrenos, junta ao programa da operação um museu municipal de Arte Moderna, que deve ser um anexo do museu do Petit Palais.
O concurso de arquitectura foi ganho por Jean-Claude Dondel, André Aubert, Paul Viard e Marcel Dastugue, cujo projecto foi preferido a 127 outros, entre os quais os de Le Corbusier ou Mallet-Stevens. Aqueles arquitectos edificaram um edifício de estilo sóbrio e monumental, composto por duas alas perfeitamente simétricas separadas por uma fonte e escadarias. Os tectos vidrados permitem iluminar a maior parte das salas de maneira zenital com a luz natural. Infelizmente, as acomodações nunca foram acabadas, nomeadamente a sala de conferências colocada no terraço superior nunca foi aberta.
O edifício recebeu no exterior uma importante decoração esculpida: os baixos relevos de Alfred Janniot, estátua em bronze de Antoine Bourdelle representando a França, métopas de Marcel Gaumont no lado oeste, de Léon Baudry no lado leste, portas em bronze do ferreiro Szabo com relevos de André Bizette-Lindet no lado da Avenue du Président Wilson, de Subes com relevos de Dideron no lado da Avenue de New York. Numerosas estátuas isoladas foram instaladas nos terraços do espelho de água realizado por Félix Févola: apenas restam as Ninfas deitadas de Louis Dejean, Léon Drivier e Auguste Guénot.
No dia 24 de Maio de 1937, o presidente Albert Lebrun inaugurou o "Palais des Musées d’Art Moderne" ("Palácio dos Museus de Arte Moderna"). Durante a exposição universal de 1937, o edifício abrigou uma retrospectiva de arte francesa. As colecções da Cidade de Paris são apresentadas na ala leste a partir de 1940, enquanto que o Museu Nacional de Arte Moderna abriu portas na ala oeste em 1942, embora a verdadeira inauguração só tivesse lugar em 1947. O edifício tomou mais tarde o nome de "Palais de Tokyo" em referência ao cais do mesmo nome.
Durante a Segunda Guerra Mundial, os subsolos foram utilizados para armazenar os bens judeus colocados sob sequestro. Na década de 1950, a ala leste foi objecto de trabalhos importantes que permitiram a abertura, em 1961, do Museu de Arte Moderna da Cidade de Paris, constituído a partir das obras do Petit Palais.
As colecções do Museu Nacional de Arte Moderna deixaram a ala oeste do Palais de Tokyo em 1977 com a inauguração do Centro Georges Pompidou. Entre 1977 e 1986, um museu de arte e de ensaio é ali implantado a título transitório. As reservas do Fundo Nacional de Arte Contemporânea (Fonds national d'art contemporain - FNAC) são instaladas no palácio, ao nível do Sena, até 1991, data da sua transferência para La Défense. De 1988 a 1990, o Instituto de Altos Estudos em Artes Plásticas (Institut des hautes études en arts plastiques), criado por Pontus Hulten, ocupou as antigas salas de esculturas do museu.
Entre 1984 e 1993, o Centro Nacional da Fotografia (Centre national de la photographie - CNP) esteve implantado no Palais de Tokyo, antes de ser instalado no hôtel Salomon de Rothschild e depois na Galeria Nacional do Jeu de Paume (Galerie Nationale du Jeu de Paume).
A escola de cinema La Fémis ocupou lugares no Palais de Tokyo entre 1988 e 1995. Com o projecto de remoção da Cinemateca francesa (Cinémathèque française), mal instalada no Palais de Chaillot, onde esperava criar uma Cidade da Arquitectura e do Patrimônio (Cité de l'architecture et du patrimoine), surgiu um projecto de "Palácio do Cinema" (Palais du cinéma) que reagruparia, além destas duas instalações, a Biblioteca-Filmoteca do Filme e da Imagem (Bibliothèque-filmothèque du film et de l'image - Bifi). Os ocupantes do Palais de Tokyo, não entrando no campo deste projecto, foram evacuados, como o FNAC. Foi organizado um concurso de arquitectura, ganho pelo arquitecto Franck Hammoutène. Foram empreendidos trabalhos importantes, mas a retirada, mais tarde, de la Femis levou a uma revisão em baixa das ambições do projecto, que foi finalmente abandonado em 1998. A ala oeste do Palais de Tokyo está desocupada desde 1995.

## OPalais de Tokyo/Site de création contemporaine

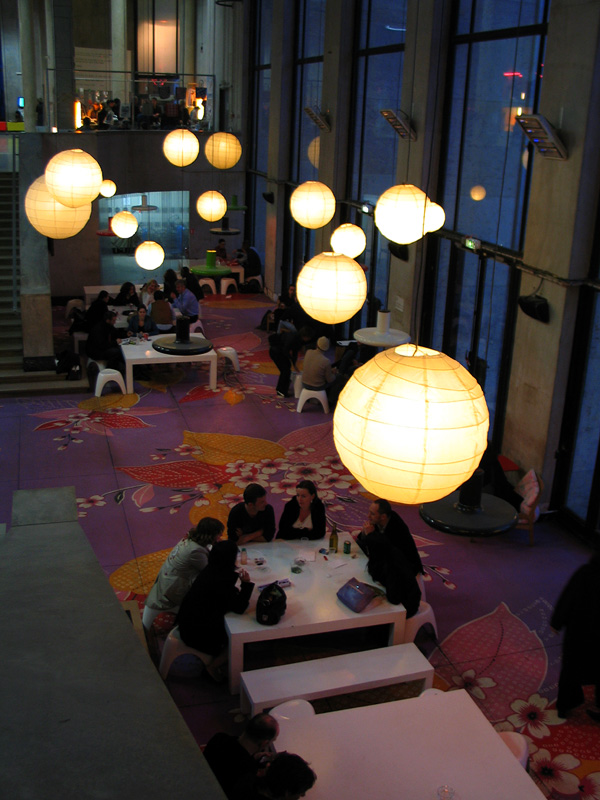
A cafetaria do Palais de Tokyo/Site de création contemporaine. No solo, uma obra do artista Michael Lin.

Em 1999, Catherine Trautmann, Ministra da Cultura e da Comunicação, decidiu reabrir parcialmente a ala oeste do edifício implantando ali um centro de Arte Contemporânea, com uma ênfase colocada na cena emergente, nomeadamente francesa e europeia.
Uma parte do Palais de Tokyo foi, então, destinada a uma associação sem fins lucrativos (associações conhecidas em França como association loi de 1901), presidida de início por um célebre crítico de arte contemporânea, Pierre Restany, e depois, após a sua morte ocorrida em 2003, por Maurice Lévy, presidente-director geral do Grupo Publicis, denominada Palais de Tokyo/Site de création contemporaine.
Um concurso é lançado e, em Julho de 1999, Nicolas Bourriaud e Jérôme Sans foram escolhids e nomeados directores por um período de três anos a partir da abertura, que teve lugar no dia 22 de Janeiro de 2002, tendo o Palais de Tokyo/Site de création contemporaine sido inaugurado por Lionel Jospin no dia anterior. O mandato dos dois directores prolongou-se até 2006. Em Fevereiro de 2006, Marc-Olivier Wahler começou o seu mandato como novo director por três anos. 
Nos espaços renovados pelos arquitectos Anne Lacaton e Jean-Philippe Vassal, o Palais de Tokyo/Site de création contemporaine é um lugar interdisciplinar consagrado à criação contemporânea sob todas as formas: pintura, escultura, desenho, moda, video, cinema, literatura, dança. O sítio, grande concha curva, muito modolável, permite organizar todos os tipos de exposição, mesmo efémeras, instalações ou espectáculos. O aspecto "brut de décoffrage" (sem acabamentos) do interior do edifício favorece mais uma aproximação da arte menos formal que os centros de arte ou os museus mais clássicos. O lugar inovou, igualmente, pelos horários de abertura pouco habituais para um lugar cultural: está aberto de terça-feira a domingo entre o meio-dia e a meia-noite.
Desde 24 de Janeiro de 2004, vários malabaristas e apresentadores das artes do fogo reunem-se todas as noites de sábado na esplanada exterior. Foi formada uma associação (a BurnCrewConcept) com o objectivo de promover esta paixão comum.
O Palais de Tokyo/Site de création contemporaine é financiado a cerca de 50% por uma subvenção do Ministério da Cultura, delegação para as artes plásticas (1,8 milhões de euros em 2006). O resto do financiamento provém de receitas próprias: parcerias e mecenatos, bilheteira.
O Palais de Tokyo/Site de création contemporaine tornou-se em alguns anos num lugar incontornável na paisagem cultural francesa e internacional: é um dos centros de arte mais visitados da Europa, com mais de 200.000 visitantes por ano, e num verdadeiro lugar de emergência para a arte contemporânea.
Em 2005, foi acordada uma concessão (2.200 m²), ao nível do Sena, à sociedade Climespace, concessionária duma rede de distribuição de água gelada, que ali instalou uma central de produção de frio.
Em Maio de 2009, o museu associou-se com três outros museus próximos para formar a "Colina dos Museus" (Colline des musées).

## O futuro do Palais de Tokyo

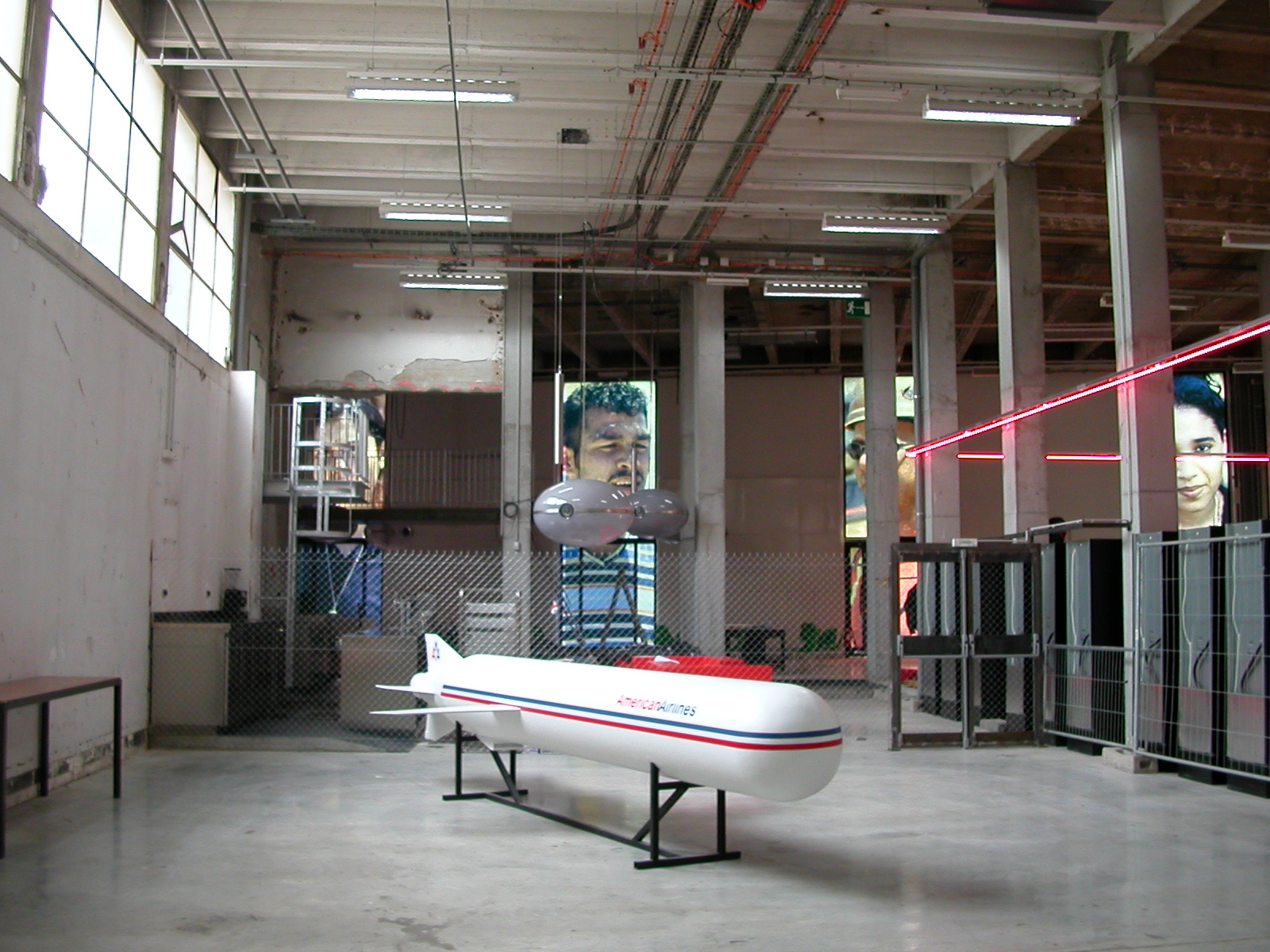
Vista duma exposição no Palais de Tokyo/Site de création contemporaine.

Ocupando actualmente 7.700 m² dos 22.000 m² do conjunto total do edifício (ou seja, 35%), o Palais de Tokyo/Site de création contemporaine poderá facilmente estender o seu empreendimento ao conjunto do Palais de Tokyo a fim de responder às necessidades do seu público, à desmultiplicação dos territórios artísticos e aos numerosos projectos que emanam dos próprios artistas. Todavia, outros projectos foram colocados em estudo, nomeadamente a afetação dos espaços vazios do edifício ao Centro Nacional de Arte e Cultura George-Pompidou (Centre national d'art et de culture Georges-Pompidou) ou a um organismo a ele associado, que ali organizaria, nomeadamente, exposições monográficas de artistas contemporâneos.
Dominique de Villepin, Primeiro-ministro, indicou, num discurso pronunciado na Feira Internacional de Arte Contemporânea (Foire internationale d'art contemporain - FIAC) no dia 10 de Outubro de 2005, que: "Além do [Sítio] de criação contemporânea, o Palais de Tokyo abrir-se-á [...] ao desenho, à moda, à apresentação de colecções públicas ou privadas de arte contemporâneas, de arts decorativas. As suas salas de cinema serão concedidas segundo um caderno de encargos que responde ao mesmo espírito.". O Ministro da Cultura e da Comunicação, Renaud Donnedieu de Vabres, precisou no dia 2 de Fevereiro de 2006 que "um projecto global e coerente vai [...] ser elaborado, tendo em conta o êxito do Site de création contemporaine, que será confortado no seio do novo conjunto, e revendo uma abertura a domínios como o cinema, o desenho e a moda, assim como a apresentação de exposições monográficas consagradas a conjuntos significativos de criadores vivos da cena francesa e obras saídas de colecções públicas e privadas.".
Aquando do discurso pronunciado pelo trigésimo aniversário do Centro Georges-Pompidou no dia 31 de Janeiro de 2007, Jacques Chirac, Presidente da República indicou que : "o Centro Georges-Pompidou, do qual é missão e vocação, vai [...] pilotar [a] renovação e [a] valorização [dos espaços actualmente inutilizados do Palais de Tokyo] com vista de assegurar a partir de 2009 a apresentação de artistas confirmados da cena francesa, no domínio das artes plásticas, do desenho, do vídeo, do cinema. Esta missão será complementar ao trabalho notável do Site de Création contemporaine, cuja acção para promover a cena emergente é essencial e cuja autonomia será naturalmente garantida.".
O presidente do Centro Georges-Pompidou, Bruno Racine, precisou ao jornal Le Monde que uma associação de prefiguração será constituida entre o Estado, o Centro Georges-Pompidou e o Palais de Tokyo/Site de création contemporaine a fim de definir a configuração exacta desse novo pólo.

## Exposições
- GNS (Global Navigation System) (2003)
- Notre histoire... (2006)
- Cinq milliard d'années (2006)
- The Third Mind (2007)